# (100283) 1995 BU8
(100283) 1995 BU8 es un asteroide perteneciente al cinturón de asteroides, descubierto el 29 de enero de 1995 por el equipo del Spacewatch desde el Observatorio Nacional de Kitt Peak, Arizona, Estados Unidos.

## Designación y nombre
Designado provisionalmente como 1995 BU8.

## Características orbitales
1995 BU8 está situado a una distancia media del Sol de 3,011 ua, pudiendo alejarse hasta 3,364 ua y acercarse hasta 2,657 ua. Su excentricidad es 0,117 y la inclinación orbital 1,961 grados. Emplea 1908 días en completar una órbita alrededor del Sol.

## Características físicas
La magnitud absoluta de 1995 BU8 es 15,2. Tiene 4,896 km de diámetro y su albedo se estima en 0,067.